# Garla
Garla (ガルラ?) è un manga di Gō Nagai edito nel 1976, l'anno seguente dell'uscita di Atlas UFO Robot. Garla era inizialmente pensato come seguito della suddetta serie, che avrebbe potuto diventare anche una serie animata, ma il progetto, a causa dei dissidi con Toei Animation sulla paternità di Gaiking il robot guerriero, subì drastici cambiamenti e la storia venne lasciata senza un finale definitivo e priva di connessioni dirette con le precedenti saghe robotiche.
L'aspetto di Big Daitan, il robot protagonista pilotato da Hayato Otori, è simile a quello del ben più celebre UFO Robot, e ricalca un po' la similitudine progettuale che c'è fra Mazinga Z ed il Grande Mazinga. Inoltre il nome Big Daitan è simile al più famoso Daitarn III che vedrà la luce soltanto due anni più tardi, nel 1978.